# 111 pr. n. št.

## Dogodki
- - Rim uniči požar.